# Blotiella cadetii
Blotiella cadetii là một loài dương xỉ trong họ Dennstaedtiaceae. Loài này được Tardieu mô tả khoa học đầu tiên năm 1984.
Danh pháp khoa học của loài này chưa được làm sáng tỏ. 